# Polyrhachis constricta
Polyrhachis constricta är en myrart som beskrevs av Carlo Emery 1897. Polyrhachis constricta ingår i släktet Polyrhachis och familjen myror. Inga underarter finns listade i Catalogue of Life.